# ديدالوس، أو العلم والمستقبل
ديدالوس؛ أو العلم والمستقبل (بالإنجليزية: Daedalus; or, Science and the Future) هو كتاب من تأليف العالم البريطاني هالدين، نشر في إنجلترا في عام 1924، وكان نص محاضرة ألقيت على جمعية الهرطقة (وهو نادٍ فكري في جامعة كامبريدج) في 4 فبراير 1923.

يستخدم هالدين الأسطورة اليونانية عن ديدالوس كرمز للطبيعة الثورية للعلوم مع إعطاء اهتمام خاص لتخصصه في علم الأحياء.
المخترع الكيميائي أو الفيزيائي هو دائمآ بروميثيوس. لا يوجد اختراع عظيم، بداية من النار وصولآ للطيران، والذي لم يتم الإشادة به كإهانة لبعض الآلهة ولكن إذا كان كل اختراع فيزيائي وكيميائي تجديفآ، فإن كل اختراع بيولوجي يعد انحرافآ. وبالكاد لا يبدو في نظره مراقبا من أي أمة لم يسبق لها أن سمعت بوجودها غير لائق وغير طبيعي، بعد أن أبلغ به أولا.
كما أعرب عن شكه في الفوائد البشرية لبعض التقدم العلمي، بحجة أن التقدم العلمي من شأنه أن يجلب الحزن، بدلآ من التقدم للبشرية، ما لم يرافقه تقدم مماثل في الأخلاق.
الكتاب هو رؤية مبكرة لما بعد الإنسانيه ورؤيته عن المستقبل الذي يسيطر فيه البشر على تطورهم من خلال الطفرات الموجهة واستخدام التلقيح الاصطناعي في التجارب («التكوين البيئي») كان لها تأثير كبير على كتابه ألدوس هكسلي العالم الجديد الشجاع. ينتهي الكتاب بصورة عالم أحياء، يشبه إلى حد كبير هالدين نفسه،: «مجرد رجل فقير صغير دنيء يتقاضى أجرآ زهيدآ يتلمس بشكل متخبط وسط متاهات المجهر الفاوق..... وعيآ منه بمهمته المروعة وفخورآ بها».
وقد نوقش الكتاب مطولآ من قبل كتاب آخرين، بما في ذلك فريمان دايسون في كتابه العوالم المتخيلة، وسال ريستيفو في العلوم والمجتمع والقيم، وقد استخدم المفهوم في محاضرات العلوم المعاصرة.